# Nightmare
Nightmare (яп. ナイトメア Найтомеа) — японський віжуал кей гурт. Є одним із найпопулярніших колективів цього напрямку і часто запрошується для запису саундтреків до аніме, наприклад, для «Зошит смерті» і «Нейро Ногамі: детектив з Пекла». Треба відзначити, що у 1980-х був ще один гурт за назвою Nightmare, який грав треш-метал.

## Склад гурту

### Основний склад
- Йомі (Yomi) — Дзюн Тіба (вокал)
- Сакіто (Sakito) — Такахіро Сакагуті (соло-гітара)
- Хіцугі (Hitsugi) — Міцуо Ікарі (ритм-гітара)
- Ні ~ я (Ni ~ ya) — Юдзі Баба (бас-гітара)
- Рука (Ruka) — Каріно Сатору (ударні)

### Колишні члени
- Zannin (ударні, 2000)

## Історія

### Дебют іUltimate Circus(2000—2003)
Група Nightmare виникла на початку січня 2000-го завдяки двом музикантам: Сакіто — соло-гітара, і Хіцугі — Ритм-гітара. Потім до них приєдналися Йомі — вокал, Ні ~ я — бас-гітара, і Дзеннін — ударні. Однак, вже в липні Дзеннін пішов з групи, а в листопаді його місце зайняв Рука. Перший концерт група відіграла в клубі «Big Boss», де у них переплуталися дроти, про що учасники групи потім згадували:
|  | Точно! Ми багато бігали по сцені, і все переплуталося. Ми опинилися в смішному становищі - HITSUGI |

Їх перший тур пройшов у серпні в провінції Кансай і тоді ж вони представили свою першу демозапис, «Zange». Потім група випустила максі-сингл «Hankouki», записаний за участю компанії SPEED-DISK.
Хлопці вирушили в свій наступний тур, який тривав з березня по квітень і проходив в Нагої і Осаці. У червні Nightmare запропонували публіці сингл «Gaia-Nadir Side-», а трохи пізніше — його продовження, «Gaia-Zenith Side-». Наступним релізом групи став міні-альбом Outlaw.
У квітні 2003 року хлопці випустили свій перший повний альбом під назвою «no ore wa mono ~ Omae». У тому ж році Nightmare отримала статус major, підписавши в червні угоду з лейблом Nippon Crown. 21 серпня в продаж надійшов сингл «-Believe-», що зайняв двадцять четверте місце в чарті Oricon. Три місяці по тому відбувся тур Ultimate Circus, метою якого було підтримати вихід синглу «Akane / Hate / Over».

### LividіAnima(2004—2006)
У 2004 році Nightmare випустила свій перший DVD і представила 3 сингли: «Tokyo Shounen», «Varuna» і «Cyan» які увійшли до другого альбому — Livid.
У 2005 році пройшов перший живий виступ гурту в Сендаї, а в квітні з'явився сингл «Jibun no Hana». У серпні вийшов ще один сингл — «Яaven Loud Speeeaker», який, як і попередній сингл увійшли до третього альбому Anima, який вийшов 22 лютого 2006 року.

### The World RulerіKiller Show(2007—2008)
У жовтні 2006 року Nightmare випустили «the WORLD / Alumina» — перший сингл, виданий під новим лейблом VAP. Ці 2 пісні були використані як початкова і завершальна теми в перших 19 епізодах аніме «Зошит смерті». 27 лютого 2007-го вийшов четвертий студійний альбом The World Ruler, з яким група гастролювала по всій Японії в перебігу трьох місяців. Через місяць після закінчення туру група випустила новий сингл «Raison d'Etre», а в червні 2007 року провела триденний концерт «The World Ruler Encore».
23 вересня 2007-го група вперше виступила в Ніппон Будокан з концертом «Kyokuto Symphony ~ The Five Stars Night ~», квитки на який були продані протягом двох тижнів. 3 жовтня вийшов сингл «Konoha / Cloudy Dayz», а 7 листопада «Dirty» (який є відкриває темою аніме «Нейро Ногамі: детектив з Пекла»). У грудні 2007 року, група закінчила свій тур по Японії.
2008 почався з випуску «Nightmare 2003—2005 Single Collection» до якого увійшли найкращі пісні видані раніше. Так само вийшов перший концертний альбом «Kyokuto Symphony ~ The Five Stars Night ~ @ Budokan», який був доступний для безкоштовного скачування. У березні 2008 року група гастролювала з новим туром «Zepp Tour Six Point Killer Show» А 21 травня 2008 року було випущено п'ятий студійний альбом Killer Show. 17 вересня вийшов новий сингл «Lost in Blue / Kaiko Catharis», який використовується як початкова тема в аніме Moryo no Hako, а 3 грудня вийшов сингл «Naked Love / Mad Black Machine», як завершальна тема.

### Majestical Paradeі святкування 10-річчя (2009—2010)
2009 року почався для Nightmare з 2-денного туру під назвою «the 9th new departure» (рос. 9 нових відправлень), після якого група оголосила про швидкий вихід нового альбому Majestical Parade. Пісня «MELODY» була доступна для безкоштовного скачування 29 квітня 2009-го на сайті Dwango, а 13 травня вийшов і сам альбом. Відразу після випуску група вирушила в концертний тур «2009 Parade of Nine», який завершився 31 травня в місті Тояма. Літній тур групи закінчився концертом «PARADE TOUR FINAL „MAJESTIC“», що пройшов 29 серпня на арені Ніппон Будокан, в якому група виступала вдруге у своїй історії. 22 вересня група випустила новий сингл «Rem / Love addict», після чого провела ще 6 концертів і завершила виступи в 2009 році.
У 2010 році група святкує свій ювілей, на честь чого група дала ряд інтерв'ю про її історію та творчість, також були випущені ювілейні DVD і новий збірник Gianizm, який вийшов 1 січня 2010 року. 9 січня група відіграла концерт в Сайтама Супер Арена, в який були включені 26 пісень з раніше вийшли альбомів і нових, ще не видавалися пісень. 23 червня вийшов новий сингл «a: FANTASIA», з яким група почала тур «Gianizm», перший концерт пройшов в Сайтама Супер Арена, а завершився в місті Сендай. Фінал туру завершився на арені Ніппон Будокан, в якому група з'явилася втретє. У перерві між турами група випускає новий збірник — Historical ~ The Highest Nightmare ~, що містить кілька перезаписаних пісень і одну нову. Останній концерт в 2010 році група провела в залі «Makuhari Messe» 25 грудня.

### Nightmare і Scums (2011 — теперішній час)
У 2011 році група оголосила про нове шоу, яке мало пройти 11 березня в місті Сендай, але через землетрус тур перенесли на 30 березня. Так само було оголошено про випуск нового синглу «Vermilion» під новим лейблом Avex Group. Після чого вони розпочали новий тур який завершився 27 червня о «Tokyo Kokusai Forum Hall A». 7 вересня група випустила новий сингл «Sleeper», і відразу після цього вирушає в новий тур під назвою «Zeppelin». На честь святкування хеллоуина, гітарист Хіцугі спільно з іншим японським музикантом на ім'я Гайд записали пісню «Halloween Party» яка вийшла 17 жовтня 2012 .
Новий однойменний альбом Nightmare вийшов 23 листопада 2011, після виходу якого почався новий тримісячний тур «Nightmare Tour 2011—2012 Nightmarish Reality». Після завершення туру 29 лютого 2012 з'являється у світ новий сингл «Mimic». У липні/серпні група бере участь у новому турі «Natural Born Errors: Nightmare vs. Baroque» спільно з іншого Віжуал-Кей групою «Baroque». Також група взяла участь у турі «My Little Hearts. Special Edition Vol.4 » разом з іншими віжуал-кей групами, а 28 листопада 2012 року випустили новий сингл «Deus Ex Machina».
30 січня 2013-го група випустила свій восьмий студійний альбом Scums [Архівовано 2 липня 2013 у WebCite], до якого увійшли 2 раніше видавалися синглу «Mimic» і «Deus Ex Machina» поряд з 12-ма новими піснями. Після цього група проводить новий тур, що розпочався 10 лютого під назвою «Beautiful Scums». Закінчення туру пройшов 20 квітня в «Hibiya Kokaido».
Наприкінці червня 2013 група оголосила на своєму офіційному сайті про випуск нового синглу — «Dizzy», і DVD з концертом — «beatiful Scums 2013» [Архівовано 24 січня 2009 у Wayback Machine.], які вийшли 21 серпня 2013.

## Sendai Kamotsu
Sendai Kamotsu є сайд-проєктом гурту Nightmare. Він сформувався у вересні 2001 року і складається з тих же учасників групи Nightmare, але їх образ настільки змінений, що здається, ніби це зовсім інші музиканти. Група стала відомою ще до популярності Nightmare, тому вона досі випускає нові пісні та альбоми (останній вийшов в 2013 році). Всього ж Sendai Kamotsu випустили 4 студійних і 1 концертний альбом, 3 сингли і 8 DVD.

## Стиль музики
Стиль музики Nightmare можна описати, як важкий рок з сильним басом. Основа усіх пісень — глибокий голос Yomi. Деякі їхні пісні мають повільний темп, наприклад Suna, але зазвичай вони швидкі. Майже всі пісні написані Yomi, Sakito та Ruka. В будь-якому випадку, кожен учасник зробив свій внесок в написання тексту.

### Цікаві факти
- Гітаристи гурту Сакіто і Хіцугі грають на сигнатурних моделях ESP.

## Дискоґрафія

### Альбоми
- Ultimate Circus — (25 грудня 2003)
- Livid — (25 листопада 2004)
- Anima — (22 лютого 2006)
- The World Ruler — (28 лютого 2007)
- Killer Show — (21 травня 2008)
- Majestical Parade — (13 травня 2009)
- Nightmare — (23 листопада 2011)
- Scums — (30 січня 2013)
- To Be or Not to Be[en] — (19 березня 2014)

### Мініальбоми
- Outlaw アウトロー 21 листопада 2002
- Gianism ~ omae no mono wa ore no mono 21 травня 2003

### Синґли
- «Hankōki» (犯 行期) 21 вересня 2001
- «Gaia ~ Zenith Side ~» 5 червня 2002
- «Gaia ~ Nadir Side ~» 21 серпня 2002
- «Jiyuu Honpo Tenshin Ranman» [1st Press] (自由 奔放 天真 烂漫) 21 лютого 2002
- «Crash!? Nightmare Channel» (クラッシュ!? ナイトメア チャンネル) 31 жовтня 2002
- «-Believe-» 21 серпня 2003
- «Akane / Hate / Over» (茜 / HATE / Over) 21 листопада 2003
- «Varuna» 21 квітня 2004
- «Tokyo Shounen» (东京 伤 年) 22 липня 2004
- «Cyan» (シアン) 22 жовтня 2004
- «Jibun no Hana» (時分ノ花) 1 квітня 2005
- «Яaven Loud Speeeaker» 10 серпня 2005
- «LivEVIL» (リヴィーヴル) 7 грудня 2005
- «The WORLD / Alumina» (アルミナ) 18 жовтня 2006
- «Raison d'Etre» (レゾンデートル) 6 червня 2007
- «Konoha / Cloudy Dayz» (この は) 3 жовтня 2007
- «Dirty» 7 листопада 2007
- «Lost in Blue / Kaiko Catharis» 17 вересня 2008
- «Naked Love / Mad Black Machine» 3 грудня 2008
- «Rem / Love addict» 22 вересня 2009
- «A: FANTASIA» 23 червня 2010
- «Vermilion» 18 травня 2011
- «Sleeper» 7 вересня 2011
- «Mimic» 29 лютого 2012
- «Deus Ex Machina» 28 листопада 2012
- «Dizzy» 21 серпня 2013
- «リライト» 8 січня 2014
- «TABOO» 25 червня 2014

### Демозаписи
- Untitled 2001
- Sabato サバト 2001
- Danzai 断 罪
- 5 + 1 =? 2001
- Yaen 夜宴 квітень 2001
- Untitled 13 липня 2001
- Zange 忏悔 August 15 серпня 2001
- Akahana no tonakai 赤鼻 の トナカイ 25 грудня 2001

### Збірники
- SENDAI CITY ROCK HERO'Z 21 грудня 2001
- Band yarouze ばんど やろ う ぜ лютий 2002
- Decadence 2002 14 березня 2002
- SHOCK JAM CD Edition.1 1 жовтня 2002
- Shock Edge 2002 21 жовтня 2002
- HI
- Historical ~ The Highest Nightmare ~
- Nightmare 2003—2005 Single Collection
- Gianism Best Ofs
- Kyokuto Symphony ~ The Five Stars Night ~ @ Budokan
- Gianizm — (1 січня 2010)

### Концертні альбоми
- «Ultimate Circus» грудень 2003
- «Tour CPU 2004» 2004
- «Gianism Tsu» 2006
- «The WORLD RULER ENCORE» Червень 2007
- «Far East Symphony ~ the FIVE STARS NIGHT ~» 23 вересня 2007
- «DIRTY Influence» грудень 2007
- «2008 ZEPP TOUR six point killer show» березень 2008
- «ZEPP Sendai (Charity Concert)» 26 вересня 2008
- «Nightmare LIVE HOUSE TOUR 2008 killer show» 2008
- «Nightmare TOUR 2008 Grand killer show» 2008
- «The 9th new departure» 2009
- «NIGHTMARE LIVE HOUSE TOUR 2009 PARADE OF NINE» травень 2009
- «NIGHTMARE TOUR 2009 PARADE ~ Start of pest eve ~» 17 травня 2009
- «PARADE TOUR FINAL» MAJESTIC "" 29 серпня 2009
- «Six-show Fan Club-only Live House tour» грудень 2009
- «10th anniversary Special Live @ Saitama Super Arena» 9 січня 2010
- Nightmare Tour 2011—2012 Nightmarish Reality грудень 2011
- NIGHTMARE TOUR 2013 «beautiful SCUMS» 2013